# Prag 10
Prag 10 er et administrativt distrikt i Prag.  Det har venskabsbyerne Ballerup, Jasło, Polen, Nyíregyháza, Ungarn og Prešov, Slovakiet. 